# Falerno del Massico Primitivo riserva o vecchio
Il Falerno del Massico Primitivo riserva o vecchio è un vino DOC la cui produzione è consentita nella provincia di Caserta.

## Caratteristiche organolettiche
- colore: rosso rubino molto intenso.
- odore: profumo caratteristico, intenso e persistente.
- sapore: asciutto o leggermente abboccato, caldo, robusto ed armonico.

## Produzione
Provincia, stagione, volume in ettolitri
- nessun dato disponibile